# Cinetodus conorhynchus
Cinetodus conorhynchus är en fiskart som först beskrevs av Weber, 1913.  Cinetodus conorhynchus ingår i släktet Cinetodus och familjen Ariidae. IUCN kategoriserar arten globalt som otillräckligt studerad. Inga underarter finns listade i Catalogue of Life.